# Bartholomäus Bernhardi

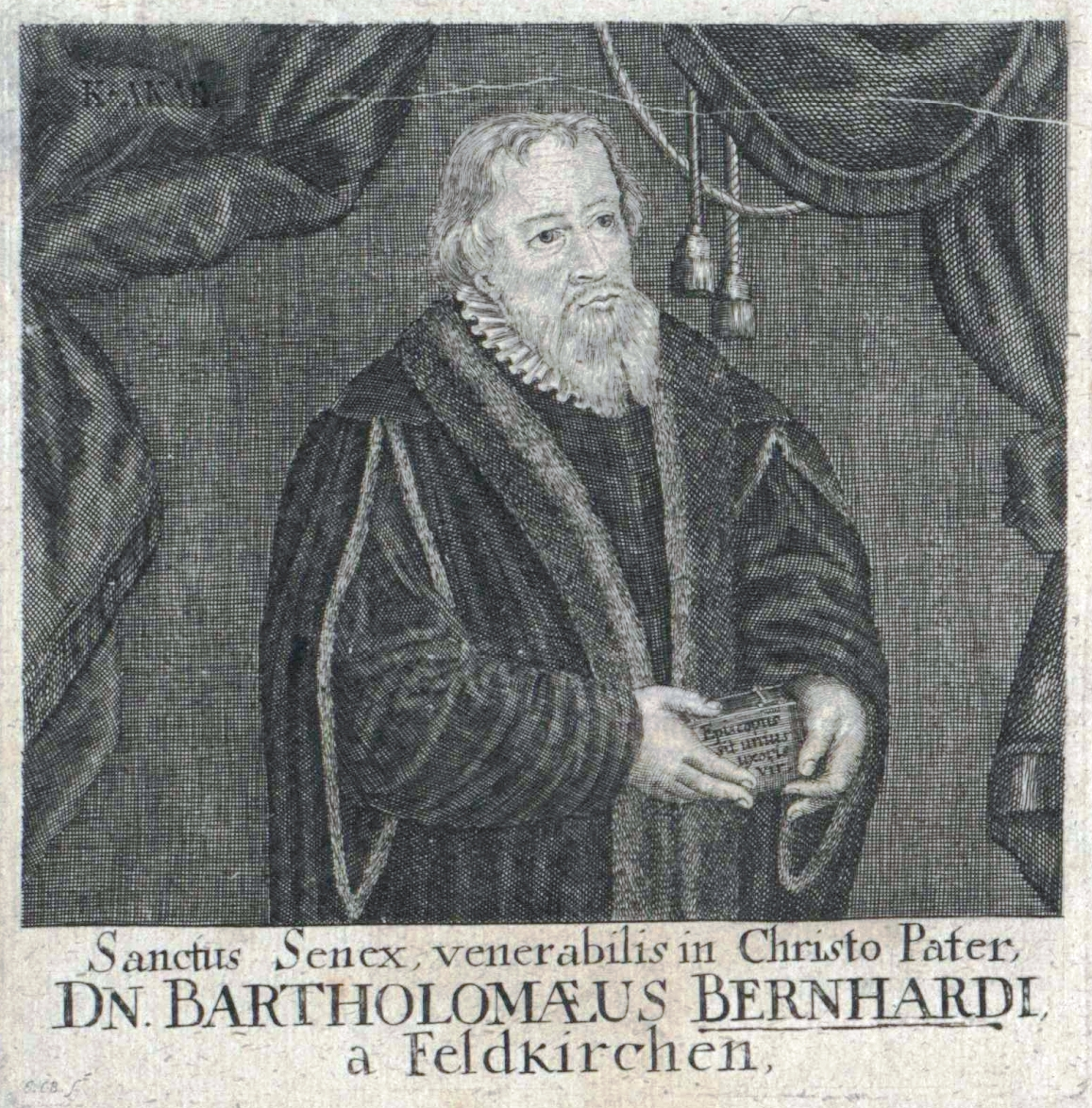
Bartholomäus Bernhardi, gravure de Johann Christoph Boecklin.

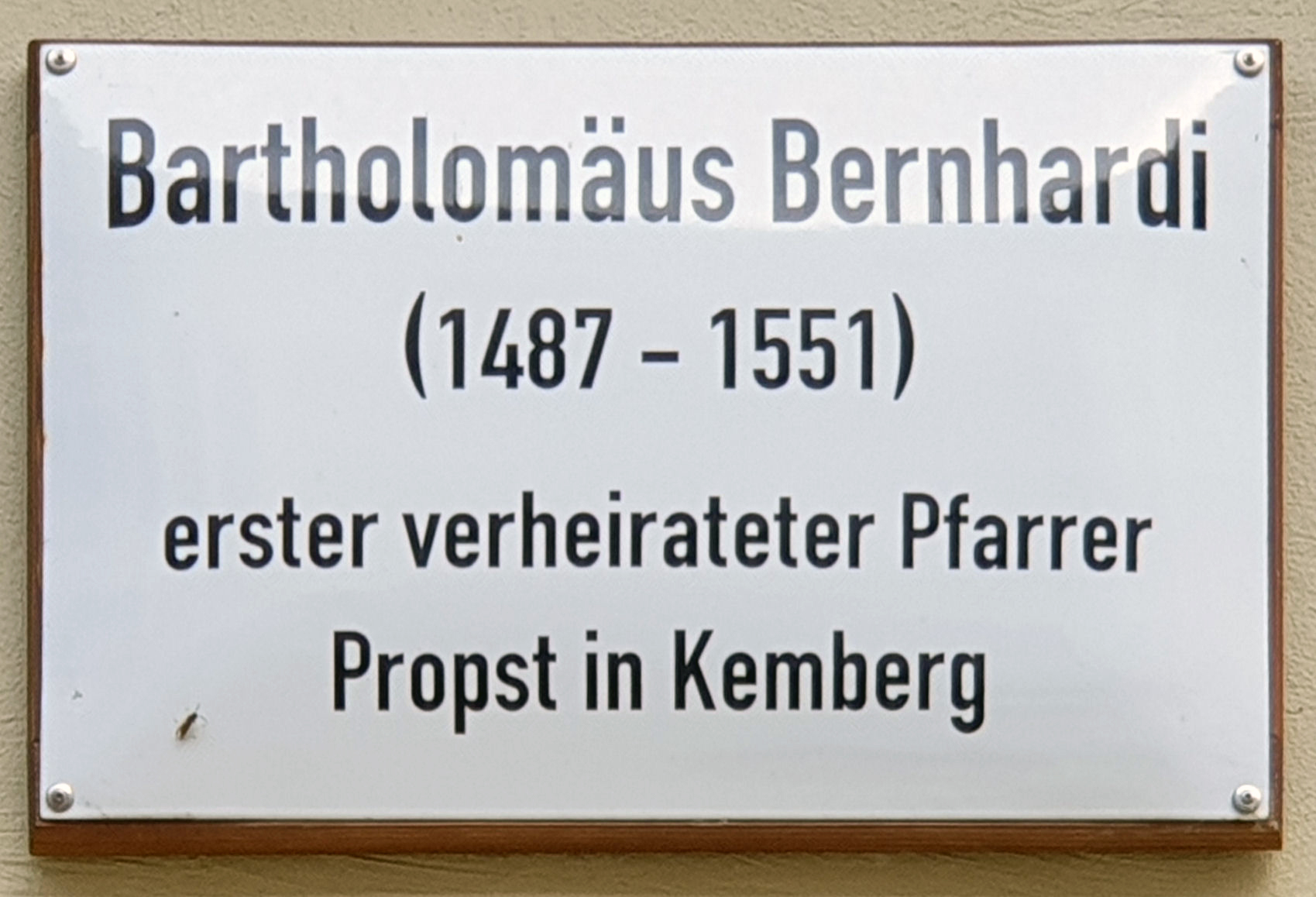
Plaque commémorative sur la maison de la Collegienstrasse 37 à Wittenberg

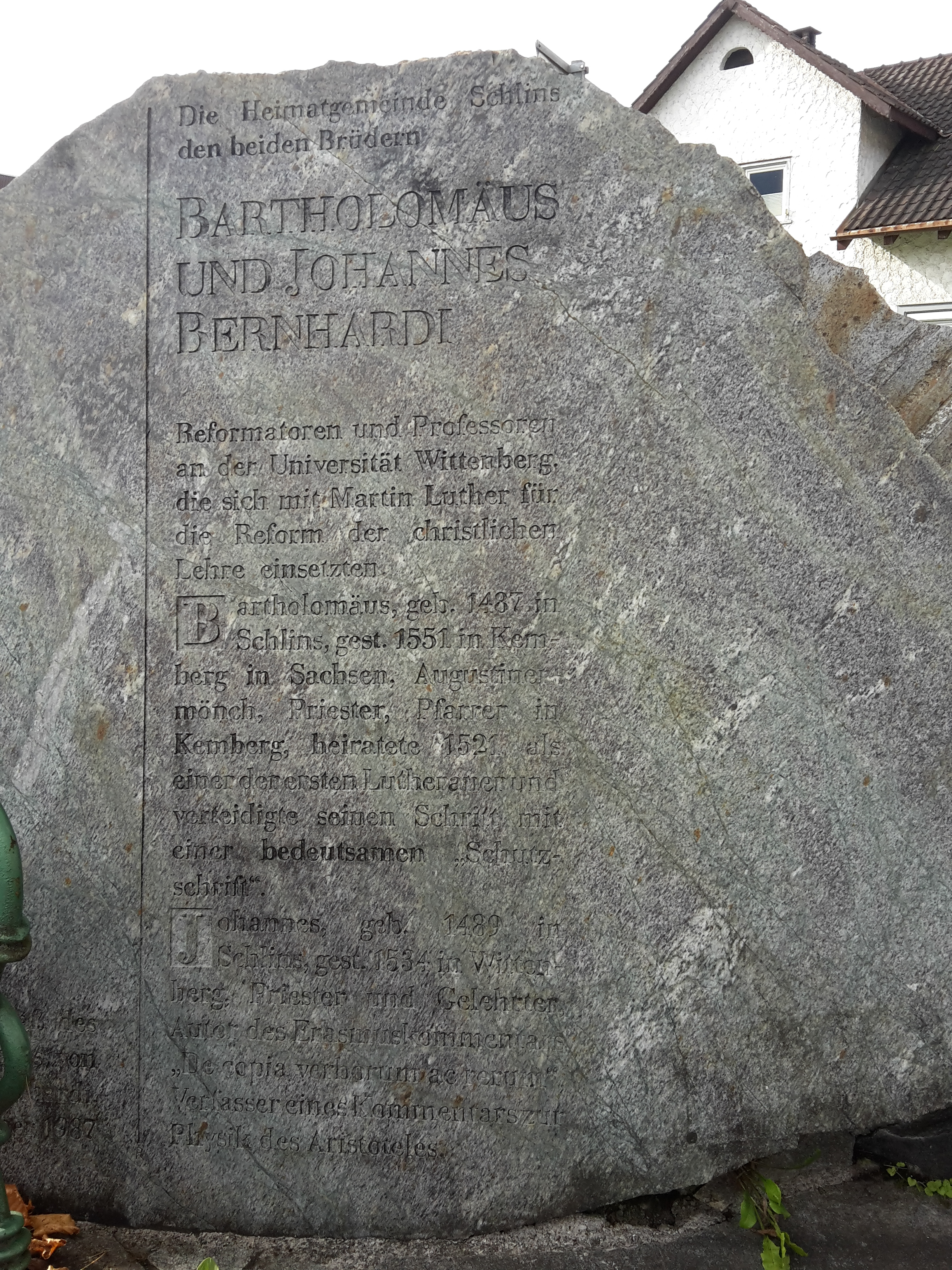
Pierre commémorative pour Bartholomäus et Johannes Bernhardi dans la paroisse d'origine de Schlins dans le Vorarlberg, Autriche

Bartholomäus Bernhardi, né le 24 août 1487 à Schlins et mort le 21 juillet 1551 à Kemberg, est un théologien luthérien et réformateur.

## Biographie
Bartholomäus Bernhardi naît à Schlins près de Feldkirch. Il est le fils du juge Hans Bernhardi et de sa femme Elsa née Rüchlin. En 1499, il fréquente l'école latine d'Eisenach, également fréquentée par Martin Luther, un peu plus âgé que lui, et s'inscrit en 1503 avec son frère Johannes Bernhardi (1490-1534) à l'université d'Erfurt. Le 28 mai 1504, il passe par la toute nouvelle université de Wittenberg, où il étudie entre autres avec Christoph Metzler. Il y obtient le diplôme de baccalauréat en 1505, celui de maître ès arts le 21 février 1508, est admis au sénat des artistes de l'université en 1509 et occupe à partir de cette année-là la chaire de physique après Thomasius. En 1509, il entre dans l'ordre des Augustins de Wittenberg.
Il se tourne ensuite vers la théologie, devient Baccalaureus biblicus en 1512, est sous-diacre à Brandenburg an der Havel de 1513 à 1516, diacre à Halberstadt et prêtre à Coire, revient à Wittenberg en 1516 et devient sententiarius de théologie. Pour cela, il rédige la disputatio Quaestio de viribus et voluntate hominis sine gratia, par laquelle il présente les connaissances de la Réforme au public universitaire. Cette publication permit une communication sur le pour et le contre des préoccupations théologiques de Luther. En 1518, il est admis comme licencié à la faculté de théologie, est doyen de la faculté de philosophie au semestre d'hiver 1512 et recteur de l'université au semestre d'hiver 1518/1519.
Durant cette période, il découvre également les idées de son ancien camarade d'école, Martin Luther, qui est comme lui augustin à Wittenberg depuis 1511. Bartholomäus Bernhardi, qui avait déjà rédigé en 1516 des thèses contre les théologiens d'école sophistes et dénoncé ainsi la condition misérable de l'homme après la lamentable chute, soutient également son ami lorsque celui-ci fait connaître ses 95 thèses au public en 1517 et le défend en tant que recteur de l'université de Wittenberg pendant la querelle des indulgences en 1518. À la suite de la mort de Ziegelheim de la peste, alors prévôt de Kemberg, ainsi qu'au droit de patronage revenant à l'université, il est élu en 1518 prévôt et pasteur de Kemberg, où il est le premier pasteur et prévôt à proclamer la doctrine protestante. Le 24 août 1521 il se marie à Kemberg, malgré ses vœux sacerdotaux, probablement avec Gertraude Pannier (* 1495), une femme de Kemberg. De ce mariage naissent sept enfants. Il devient ainsi le fondateur du presbytère évangélique. Luther lui écrit une lettre depuis Wartbourg dans laquelle il admire le courage de Bartholomäus Bernhardi et lui adresse de chaleureux vœux de bénédiction.
À l'époque, le mariage soulève les passions et Bartholomäus Bernhardi doit défendre publiquement sa démarche de mariage. À cette occasion, l'archevêque Albrecht de Magdebourg et de Mayence demande au prince électeur de Saxe Frédéric le Sage de livrer Bartholomäus Bernhardi au tribunal ecclésiastique.Pour sa défense, Bartholomäus Bernhardi dépose un mémoire de protection ( Apologia per M. Bartholomaeo praepositio, qui uxorem in sacerdotio duxit ), rédigé par lui-même et révisé par Philipp Melanchthon, qui est imprimé en plusieurs exemplaires en allemand et en latin à Wittenberg et Erfurt en 1521/1522. Andreas Bodenstein reprend également ce cas dans ses disputatios et l'utilise dans ses écrits sur le célibat et les vœux. Comme l'archevêque ne veux pas reconnaître la justification de Bartholomäus Bernhardi comme suffisante, celui-ci s'adresse à nouveau à Frédéric le Sage, qui souteint Bartholomäus Bernhardi et le préserve de nouvelles persécutions.
Lorsque Kemberg est occupé par les Espagnols lors de la guerre de Smalkalde après la bataille de Muehlberg, Bartholomäus Bernhardi et sa communauté subissent des mauvais traitements. Il est lui-même pendu au-dessus de sa table d'étude, mais sa femme parvient à le libérer de cet état. Une autre fois, il est attaché à un cheval par les mercenaires espagnols et traîné sur plusieurs kilomètres jusqu'au camp impérial, où un officier allemand le délivre de son supplice. Sa pierre tombale se trouve toujours dans l'église de la ville de Kemberg, où il est représenté, entre autres, sur le retable à volets réalisé en 1565 par Lucas Cranach le Jeune, qui est fortement endommagé par un incendie en 1994. En 1987, un monument lui est érigé à Schlins devant la chapelle Sainte-Anne. Le 21 avril 2014, un monument à sa mémoire est également dévoilé à Kemberg.

## Enfants
Deux fils et cinq filles sont nés de ce premier mariage protestant :
- Katharina Bernhardi (* 1522), mariée le 14 juin 1540 à Matthias Wanckel (de), prévôt à Kemberg.
- Johann Bernhardi (* 1523), diacre à Lobejün
- Thomas Bernhardi (* 1524 ; † après 1576 à Crossen), juge de la cour, marié à Elisabeth, fille du commerçant Martin Löhnig (Lönisch)
- Anna Bernhardi (* vers 1526), mariée à Andreas Wanckel pasteur à Schmiedeberg.
- Elisabeth Bernhardi († avant 1555), mariée à Bartholomäus Wanckel, recteur de l'école municipale de Kemberger.
- Maria (* 1532 ; † 1556 à Kemberg), mariée à Ambrosius Rhodius, maire de Kemberg
- Magdalena († jeune)